# Jan Holinka

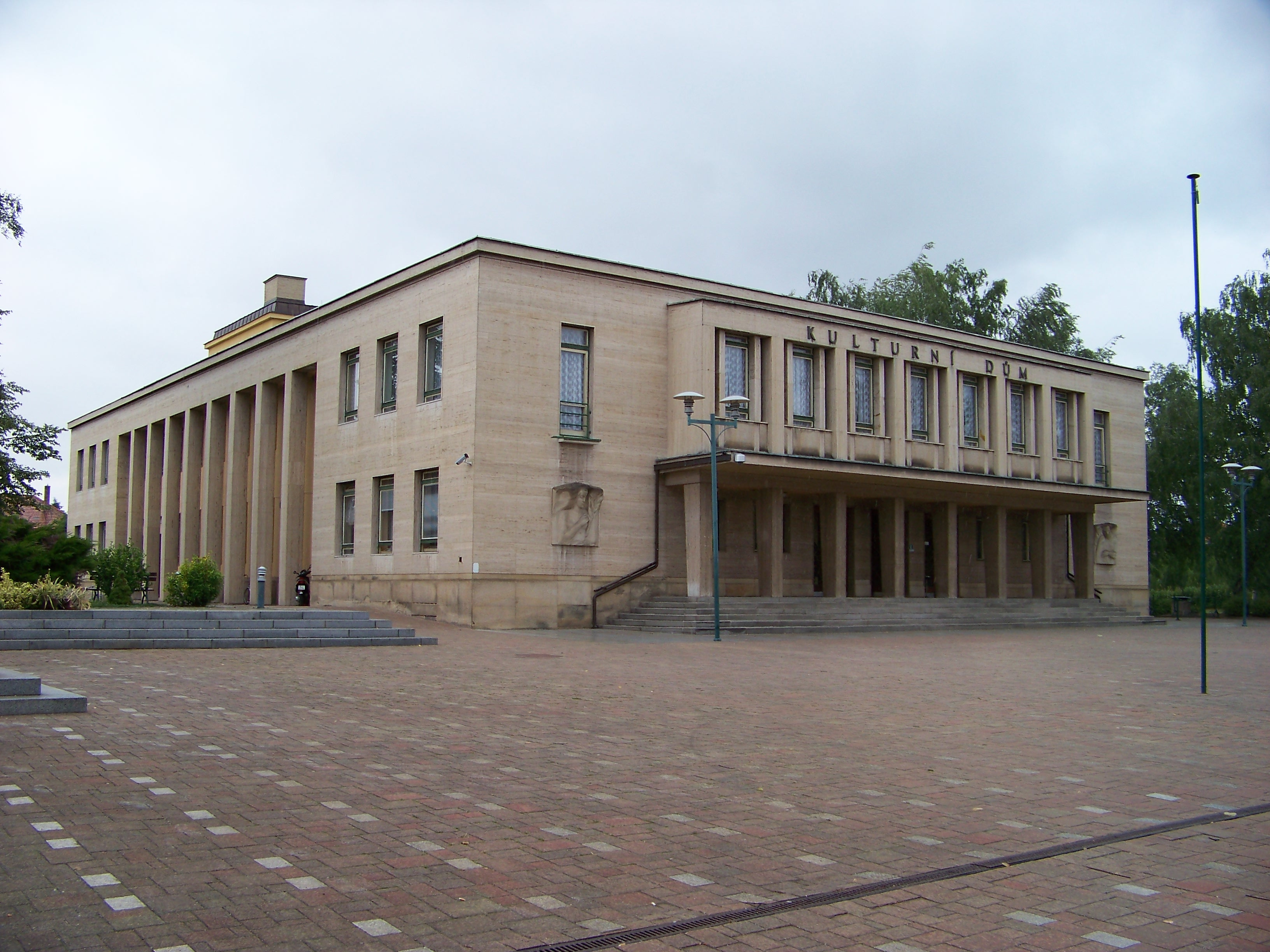
Kulturní dům v Holicích, jenž Holinka svými plastikami vyzdobil

Akademický malíř Jan Holinka (30. září 1938 Holice – 15. ledna 2009 Pardubice) byl český sochař a malíř.

## Život
Vystudoval pražskou Vysokou školu uměleckoprůmyslovou (UMPRUM), ale působil především v Pardubicích. Ve svém díle se věnoval tvorbě prostorové plastiky a také restaurování pamětihodností. Vytvořil například plastiky, jimiž je vyzdoben kulturní dům v Holicích, nebo bustu českého cestovatele Emila Holuba, která je umístěna na cestovatelově rodném domě v Holicích. Spolu s Václavem Prokešem vytvořil holický pomník upomínající na zdejší návštěvu československého prezidenta Tomáše Garrigua Masaryka dne 24. září 1922 (Holinka pomník navrhl a Prokeš spolu se svým synem Lubošem provedl kamenosochařské práce). Na pomníku je text:
Tomáš Garrigue Masaryk
7. 3. 1850 – 14. 9. 1937

zde promluvil prezident
Osvoboditel 24. 9. 1922
k shromážděným občanům

T. G. Masaryk se zasloužil
o stát